# Spoorlijn Wuppertal-Rauenthal - Wuppertal-Langerfeld
De spoorlijn Wuppertal-Rauenthal - Wuppertal-Langerfeld was een Duitse spoorlijn in Wuppertal. De lijn was als spoorlijn 2702 onder beheer van DB Netze.

## Geschiedenis
Het traject werd door de Preußische Staatseisenbahnen geopend op 3 februari 1890. Thans is de lijn opgebroken.

## Aansluitingen
In de volgende plaatsen is of was er een aansluiting op de volgende spoorlijnen:
Wuppertal-Rauenthal
DB 2700, spoorlijn tussen Wuppertal-Oberbarmen en Opladen
DB 2703, spoorlijn tussen Remscheid-Lennep en Wuppertal-Rauenthal
Wuppertal - Langerfeld
DB 2701, spoorlijn tussen Wuppertal-Oberbarmen en Schwelm
DB 2710, spoorlijn tussen Wuppertal-Oberbarmen en Wuppertal-Wichlinghausen